# El Tarròs
El Tarròs és una població de la comarca de l'Urgell que està integrada al terme municipal de Tornabous. Amb una població de 81 habitants el 2018, la major part dels seus veïns es dediquen a l'agricultura de regadiu i a la ramaderia porcina i bovina.
Va ser conquerida als musulmans per Ermengol IV d'Urgell i donada a Guillem d'Isarn l'any 1080. Després de passar a mans del monestir de Poblet el 1383, a finals del segle xviii i fins al 1833 foren senyors del lloc els marquesos de Barberà.
L'edifici més destacat del Tarròs és l'església, dedicada a santa Cecília. Aquesta advocació és fruit de la inclusió del poble als territoris del monestir de santa Cecília d'Elins, a Montferrer i Castellbò, fins al 1383. El temple, edificat al segle xvi i d'estil de transició entre el gòtic i el renaixentista, és d'una sola nau amb coberta de volta de canó en cinc trams. La imatge de la titular, d'estil gòtic però amb influències del romànic, data d'entre els segles xiv i xv. Destruïda el 1936, va ser refeta entre 1988 i 1992 per Víctor Manuel Pallarès a partir dels fragments de l'original que havien estat guardats a cal Companys.

## Castell del Tarròs
El 1381 es troba la primera referència documental del seu castell, quan consta que pertanyia a l’abadessa de Santa Cecília (Santa Cilia) i tenia 3 focs (terme que en l'edat mitjana s'utilitzava per designar una unitat bàsica de contribució fiscal o social, és a dir, una llar o família que ocupava una casa i era responsable de pagar impostos o contribuir en treballs comunitaris.). Possiblement es tracti del monestir benedictí de Santa Cecília d’Elins (Alt Urgell), suprimit el 1383. La seva ubicació enmig de diversos dominis del monestir de Poblet implicà que el Tarròs fos comprat per aquest establiment religiós. L’any 1414 el rei Ferran I vengué a l’abat pobletà Juan Martínez de Mengucho el mer i mixt imperi de molts indrets del pla d’Urgell, entre els quals consta el del Tarròs.
El domini del monestir de Poblet sobre aquest lloc no fou permanent, ja que l’any 1531 consta que era d’Onofre d’Alentorn, senyor de la baronia de Rialb i del Tarròs, i a la darreria d’aquesta centúria pertanyia a Dídac d’Alentorn, descendent de l’anterior. En aquests moments el Tarròs era inclòs dins la vegueria de Balaguer. El 1778 tomava a ser jurisdicció del monestir pobletà, encara que posteriorment passà a mans dels marquesos de Barberà fins a l’abolició de les senyories al segle XIX.

## Personatges il·lustres

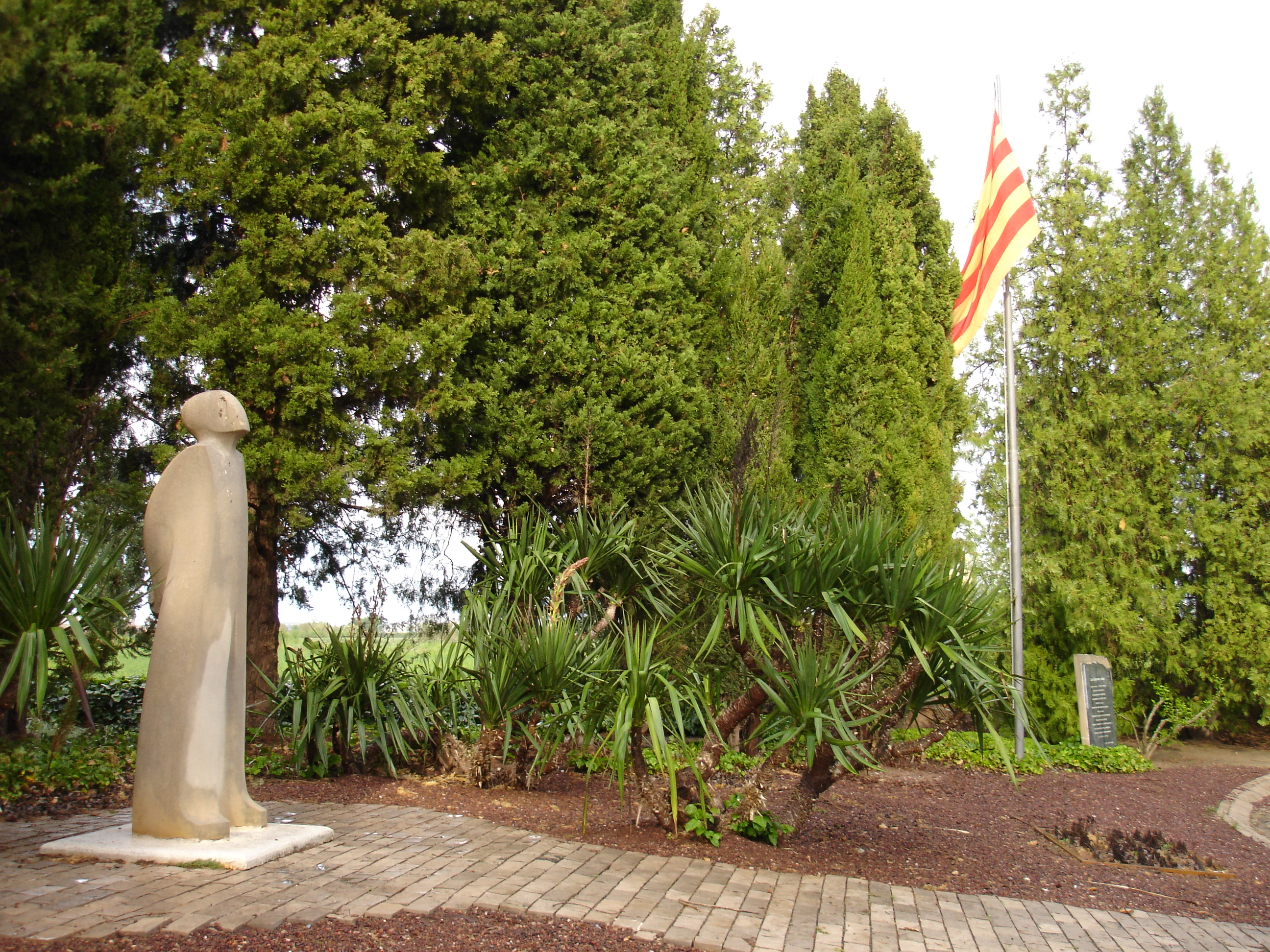
Monument a Lluís Companys

El Tarròs és conegut, sobretot, per ser la vila natal del president de la Generalitat de Catalunya, Lluís Companys, que va ser-ho entre 1934 i 1940. En el seu honor, s'ha erigit un monument obra d'Antoni Boleda i el 1982 es va descobrir una placa a la seua casa natal, per recordar el primer centenari del naixement de l'il·lustre polític.